# Mônica Bergamo
Mônica Bergamo (São Paulo, 23 de março de 1967) é uma jornalista brasileira. Atua como colunista do jornal Folha de S.Paulo e da rádio BandNews FM.

## Carreira
Mônica Bergamo começou no jornalismo há mais de dez anos. Formada pela Faculdade de Comunicação Social Cásper Líbero, trabalhou nas revistas Playboy, Veja São Paulo e Veja. Assumiu a direção de jornalismo da sucursal de Brasília da Rede Bandeirantes. Atualmente é colunista do jornal Folha de S.Paulo e da rádio BandNews FM, da Rede Bandeirantes. Discorre sobre os assuntos mais variados, da política ao entretenimento puro.
Dentre outros trabalhos, cobriu em agosto de 1995, em Rondônia, o alcunhado "caso Corumbiara", evento de natureza policial do qual resultou a morte de dez sem-terra e dois policiais militares. Centenas de sem-terra ocuparam uma fazenda na área rural de Corumbiara, Rondònia, e a Polícia Militar, atendendo ordem judicial, para lá se dirigiu, ocasião em que houve o embate e o tiroteio.
Mônica trabalha no jornal Folha de S.Paulo desde abril de 1999, e no ano 2000 estreou sua coluna no caderno Ilustrada, substituindo Joyce Pascowith que assinava a coluna anteriormente. Na coluna, Mônica transita por vários temas, indo desde a cultura e televisão até economia e política. Em 2012, estreou uma coluna na BandNews TV, falando majoritariamente sobre política. Nesse mesmo ano, apresentava aos domingos, junto de Antonio Lavareda, o programa Ponto a Ponto, que se propunha a discutir um assunto por semana, sempre acompanhado de uma reportagem especial sobre o tema e um convidado especial.
Em 2019, nas manhãs de segunda-feira, costumava conversar com o jornalista Ricardo Boechat na BandNews FM, tanto sobre política, como entretenimento. Em abril, a jornalista participou de uma entrevista com o ex-presidente Luiz Inácio Lula da Silva na sede da Polícia Federal em Curitiba ao jornal espanhol El País e à Folha de S.Paulo.

## Prêmios
Recebeu em março de 2013 o Troféu Mulher Imprensa, na 9º edição do prêmio idealizado pelo portal e revista IMPRENSA, em parceria com a Maxpress. Conquistou o troféu na categoria colunista de jornalismo impresso. Ao receber o prêmio, declarou que “o Brasil vive um momento de uma ampla liberdade de imprensa, em que a gente fala mal de todo mundo, todo mundo fala mal da gente. É um momento glorioso do país no sentido da liberdade de expressão”.
Em 2015, foi eleita para o prêmio Top 50 dos Mais Admirados Jornalistas Brasileiros. Realizada pela Jornalistas&Cia em parceria com a Maxpress. A votação, feita em dois turnos, abrangia um colégio eleitoral integrado por 48 mil profissionais, sendo cerca de 3 mil da área de comunicação corporativa e 45 mil jornalistas de redações.

## Vida pessoal
Mônica tem uma irmã, Marlene Bergamo, e uma filha, Ana Maria Bergamo, nascida em 1.º de março de 2001. Filha de um casal de classe média do bairro da Vila Madalena, zona oeste de São Paulo, sua mãe era dona de casa e seu pai trabalhava na empresa de móveis da família, a Bergamo. Mônica perdeu sua mãe aos 19 anos, vítima de um tumor no cérebro, e seu pai faleceu em 2005.